# Marjut Rolig
Marjut Astrid Rolig-Lukkarinen  (Lohja, 4 februari 1966) is een Fins langlaufer. 

## Carrière
Rolig behaalde haar grootste succes met het winnen van olympisch goud op de 5 kilometer klassieke stijl in 1992. tijdens dezelfde spelen won Rolig de zilveren medaille op de 15 kilometer klassiek. In  1993 won Rolig de bronzen medaille op de wereldkampioenschappen op de 15 kilometer klassiek. Rolig beëindigde na het seizoen 1993-1994 haar loopbaan als langlaufster. 

## Belangrijkste resultaten

### Olympische Winterspelen
| Editie | Plaats      | Resultaten                                                                        |
| ------ | ----------- | --------------------------------------------------------------------------------- |
| 1992   | Albertville | 5 km klassiek · 15 km klassiek · 10e 30 km vrij · 4e achtervolging · 4e estafette |
| 1994   | Lillehammer | 14e 5 km klassiek 8e 30 km klassiek 31e achtervolging 4e estafette                |

### Wereldkampioenschappen langlaufen
| Jaar | Plaats        | Resultaten                                           |
| ---- | ------------- | ---------------------------------------------------- |
| 1991 | Val di Fiemme | 6e 5 km klassiek 9e 10 km vrij 9e 15 km klassiek     |
| 1993 | Falun         | 7e 5 km klassiek · 15 km klassiek · 9e achtervolging |